# Heinz Aben
Heinz Aben (* 14. März 1922; † 8. August 2008) war ein deutscher Fußballspieler und -funktionär.

## Sportlicher Werdegang
Aben spielte nach dem Zweiten Weltkrieg für Borussia M.-Gladbach und stieg mit dem Klub 1950 in die Oberliga West auf. Bereits in den zwei Runden 1947/48 (Verbandsliga Niederrhein) und 1948/49 (Landesliga Niederrhein) wird er im Spielerkader der Borussia aufgeführt. Als in der Runde 1949/50 die Vizemeisterschaft in der 2. Liga West und damit der Aufstieg in die Oberliga erreicht wurde, wurde Aben unter Trainer Heinz Ditgens in 24 Ligaspielen an der Seite der Mitspieler Friedel Schicks und Willy Wicken eingesetzt und erzielte vier Tore. In der erstklassigen Oberliga kam er unter Trainer Werner Sottong im Laufe der Spielzeit 1950/51 zu zwölf Spieleinsätze, in dem Entscheidungsspiel am 6. Mai 1951 in Köln gegen Alemannia Aachen verpasste der Neuling durch eine 1:5-Niederlage jedoch den Klassenerhalt und stieg wieder in die II. Division ab. Nach dem direkten Wiederaufstieg gehörte er nicht mehr der Wettkampfmannschaft der Borussia an.
Später war Aben bis Anfang der 1960er Jahre Obmann bei der Borussia.